# El Pueyo de Araguás
El Pueyo de Araguás é um município da Espanha na província de Huesca, comunidade autónoma de Aragão, de área 61,78 km² com população de 159 habitantes (2007) e densidade populacional de 2,44 hab/km².

## Demografia

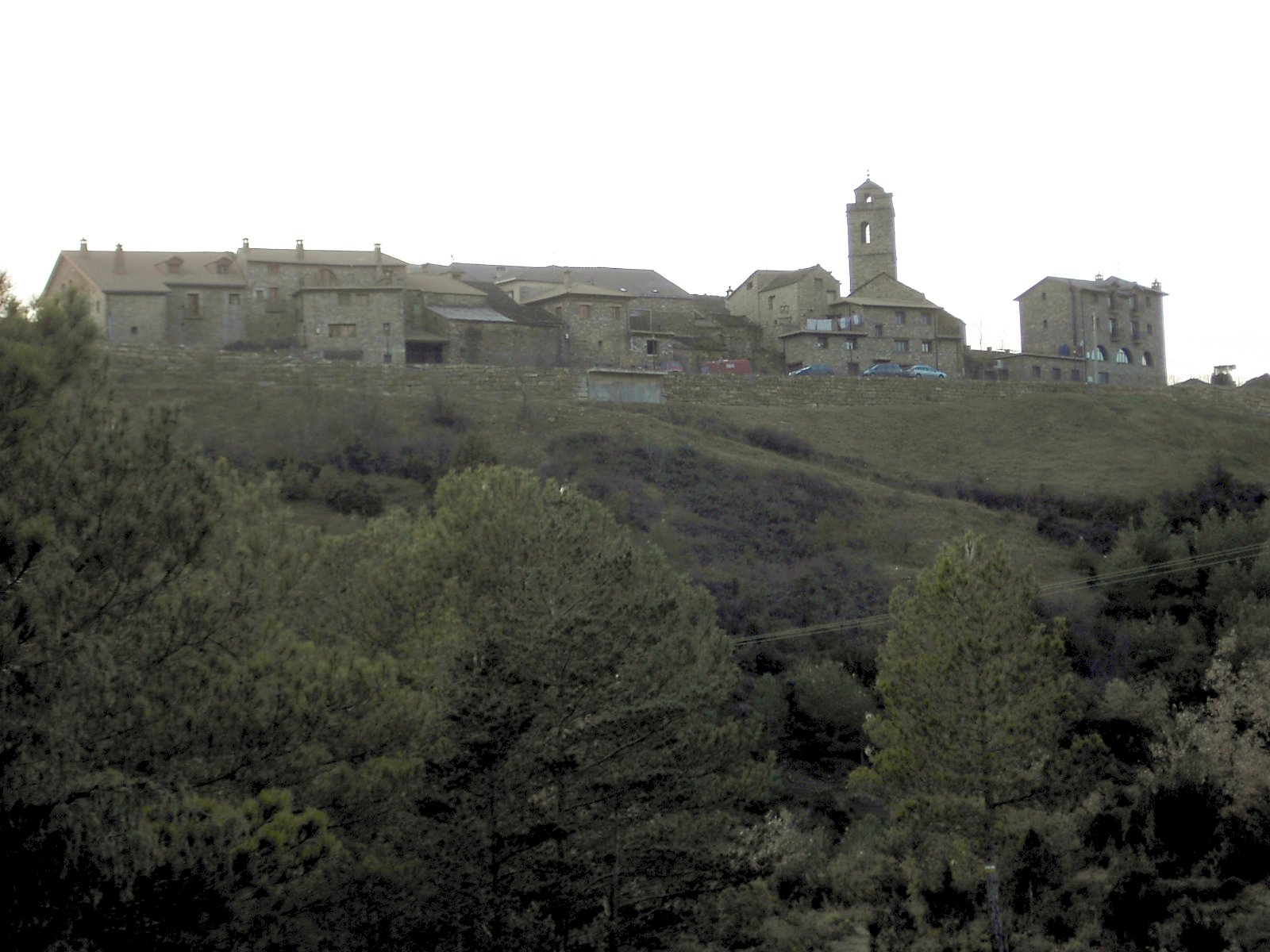
El Pueyo de Araguás.

| Variação demográfica do município entre 1991 e 2004 | Variação demográfica do município entre 1991 e 2004 | Variação demográfica do município entre 1991 e 2004 | Variação demográfica do município entre 1991 e 2004 |
| --------------------------------------------------- | --------------------------------------------------- | --------------------------------------------------- | --------------------------------------------------- |
| 1991                                                | 1996                                                | 2001                                                | 2004                                                |
| 173                                                 | 184                                                 | 145                                                 | 151                                                 |